# Francesco Guadagnino
Francesco Guadagnino (* 26. Dezember 1755 in Canicatti; † 12. Mai 1829 ebenda) war ein italienischer Maler des Klassizismus auf Sizilien.

## Leben
Über seine Ausbildung ist nichts bekannt. Um 1780 war er in Palermo in der Werkstatt von Antonio Manno, der ihm den neapolitanischen Spätbarock des Vito D’Anna vermittelte. In den folgenden Jahren übernimmt er des Öfteren Aufträge von Antonio Manno 1781 heiratete er Gaetana Fontana und nach deren Tod 1828 Teresa Celestri.
Seine wichtigsten Arbeiten schuf er für Kirchen seiner Heimatstadt Canicatti, in der Chiesa del Carmine fand er seine letzte Ruhe.
Dass die Maler Gaetano und Pietro Guadagnino seine Brüder waren, ist durch die Forschung widerlegt.

## Werke
- Convento Madonna della Rocca (Canicatti): Ecce Homo
- Chiesa del Purgatorio (Canicatti): Madonna del Purgatorio”
- Chiesa di San Biagio (Canicatti): “Kreuzigung”, “San Liborio” “Madonna della Consolazione” “Der Heilige Johannes Nepomuk”
- Chiesa degli Agonizzanti (Canicatti): “Madonna Addolorata” (1788), “Madonna degli Agonizzanti” (1785)
- Museo di Padri Cappuccini (Canicatti): “Ecce Homo” (1814) “Trinität”
- Chiesa di Santo Spirito (Caltanissetta): „Santa Lucia“
- Chiesa di San Agostino (Naro): Tafelbild “Madonna di Trapani”
- Chiesa di San Nicolò (Naro): Trauernder Apostel Johannes, Der Heilige Bartolomäus und “Heilige Familie”
- Chiesa des Carmelo (Delia): Kreuzabnahme (1784)